# FK 14. oktobar Kruševac
FK 14. oktobar bio je srbijanski nogometni klub iz Kruševca. Osnovan je 1926. godine, a ugašen nakon sezone 2006./07., kada je ostvario 15. mjesto u Pomoravskoj zoni, četvrtom rangu nogometnog sustava Srbije.

## Povijest
Fudbalski klub 14. oktobar osnovan je 1926. godine. Radio je u sklopu poduzeća za proizvodnju strojeva i komponenti. U sezoni 2004./05. natjecao se u tadašnjoj Srpskoj ligi Istok, ali je završio na 16. mjestu na tablici te je sljedeće sezone bio dio Pomoravske zone. Tamo je igrao i nakon osamostaljenja Srbije, ali je nakon sezone 2006./07. također ispao iz tog natjecanja. Zbog denacionalizacije zemljišta koje je bilo u sastavu poduzeća, teren na kojem je gostovao 14. oktobar vraćen je bivšem vlasniku. Klub je time prestao postojati, ali je veteranska selekcija nastavila održavati tradiciju igrajući egzibicijske utakmice.
Kvalificirao se za Kup Jugoslavije 1985./86. U prvom kolu je pobijedio Sutjesku Nikšić (2:1), dok je u drugom izgubio od FK Partizana (0:5).

## Vanjske poveznice
- Profil na srbijasport.net